# Ljudmiljöcentrum

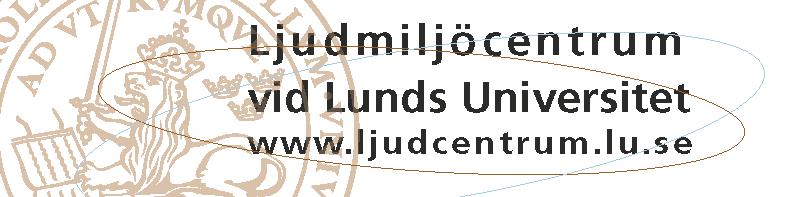
Ljudmiljöcentrum vid Lunds Universitet

Ljudmiljöcentrum är en tvärvetenskaplig organisation vid Lunds universitet med syfte att initiera, samordna och stimulera tvärvetenskaplig forskning om ljud och ljudmiljö och hur människan och samhället påverkas av dessa.

## Verksamhet
Enligt nuvarande strategiplan kan centrets verksamhet delas in i fyra områden: forskning, utbildning, interna och externa aktiviteter. Ljudmiljöcentrums huvudsakliga verksamhet bedrivs inom och i samarbete mellan berörda institutioner, samt via webben. Centret förfogar över ett kontor i det nybyggda LUX-komplexet i Lund, Helgonavägen 3 i anslutning till institutionen för kulturvetenskaper.Förutom tvärvetenskaplig forskning som bedrivs inom centrets ramverk, stimuleras ung och ny forskning genom stöd till studieresor och ansökningar för forskningsprojekt till större finansiärer. Centret arrangerar  tvärvetenskapliga symposier, producerar en skriftlig rapportserie samt håller en webbsida och ett regelbundet nyhetsbrev. 

## Organisation
Centret har fram till 2017 lytt direkt under rektor, men administreras från 2017 av HT-området  och institutionen för kulturvetenskaper. Medel för större tvärvetenskapliga forskningsprojekt sökes i sedvanlig ordning från etablerade forskningsfinansiärer.

## Skriftserie
Ljudmiljöcentrums publikationer publiceras i en skriftserie. Publicerade arbeten är 2018 18 st och innefattar bland annat förstudien "Lyssnande Lund", seminarievolymer och forskningsrapporter. Information om publikationer, utgivning och beställning presenteras löpande på centrets hemsida. Texterna i rapportserien är tillkomna i samband med tvärvetenskapliga seminarier arrangerade av centret runt frågor om ljud och ljudmiljöer i vårt samhälle. Dessa kan laddas ned från centrets webbsida och dessutom köpas i tryckta utgåvor direkt från centret eller från kansli HT.